# St. Martin (Illertissen)

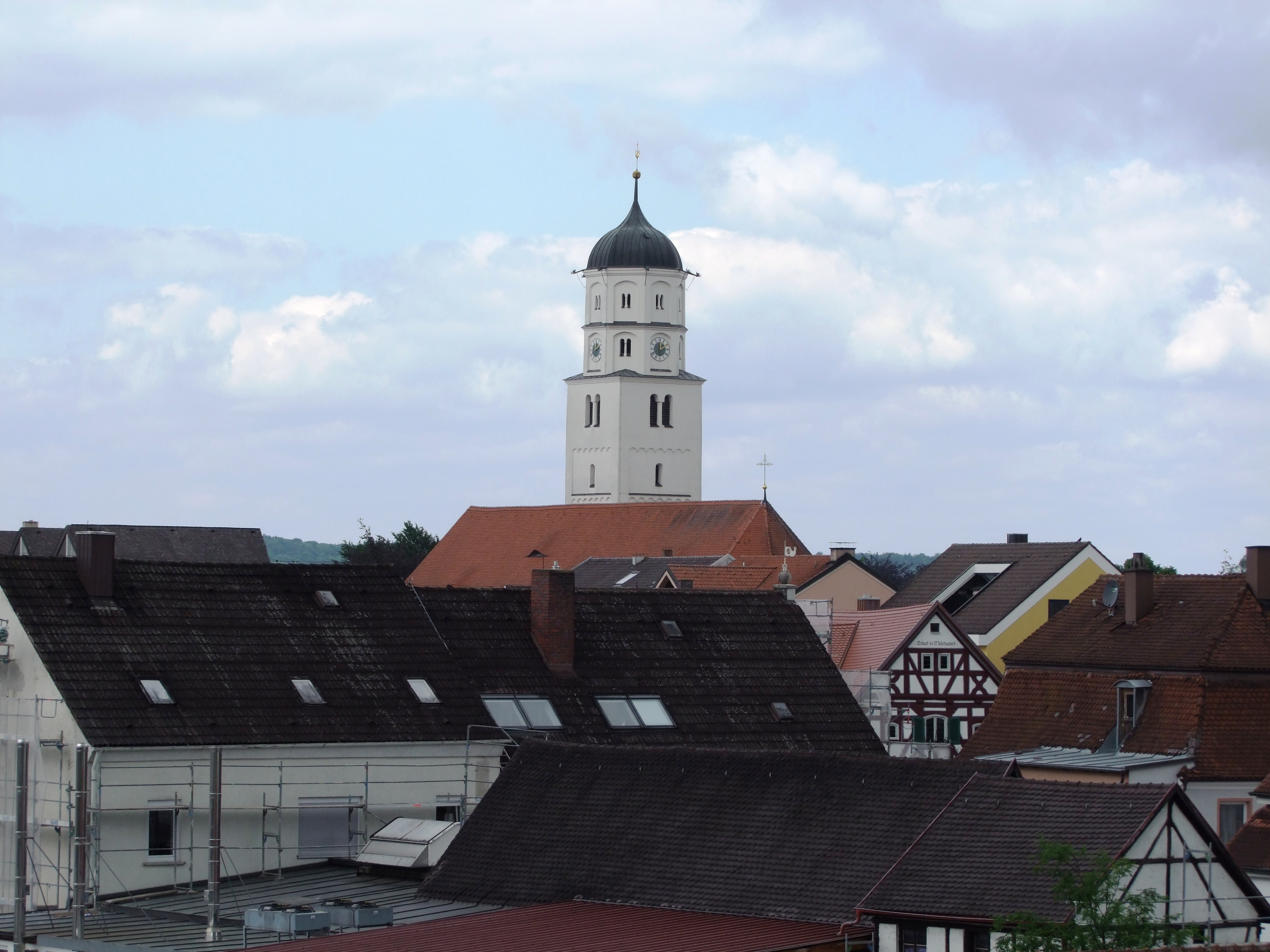
Kirche St. Martin vom Schlossberg aus.

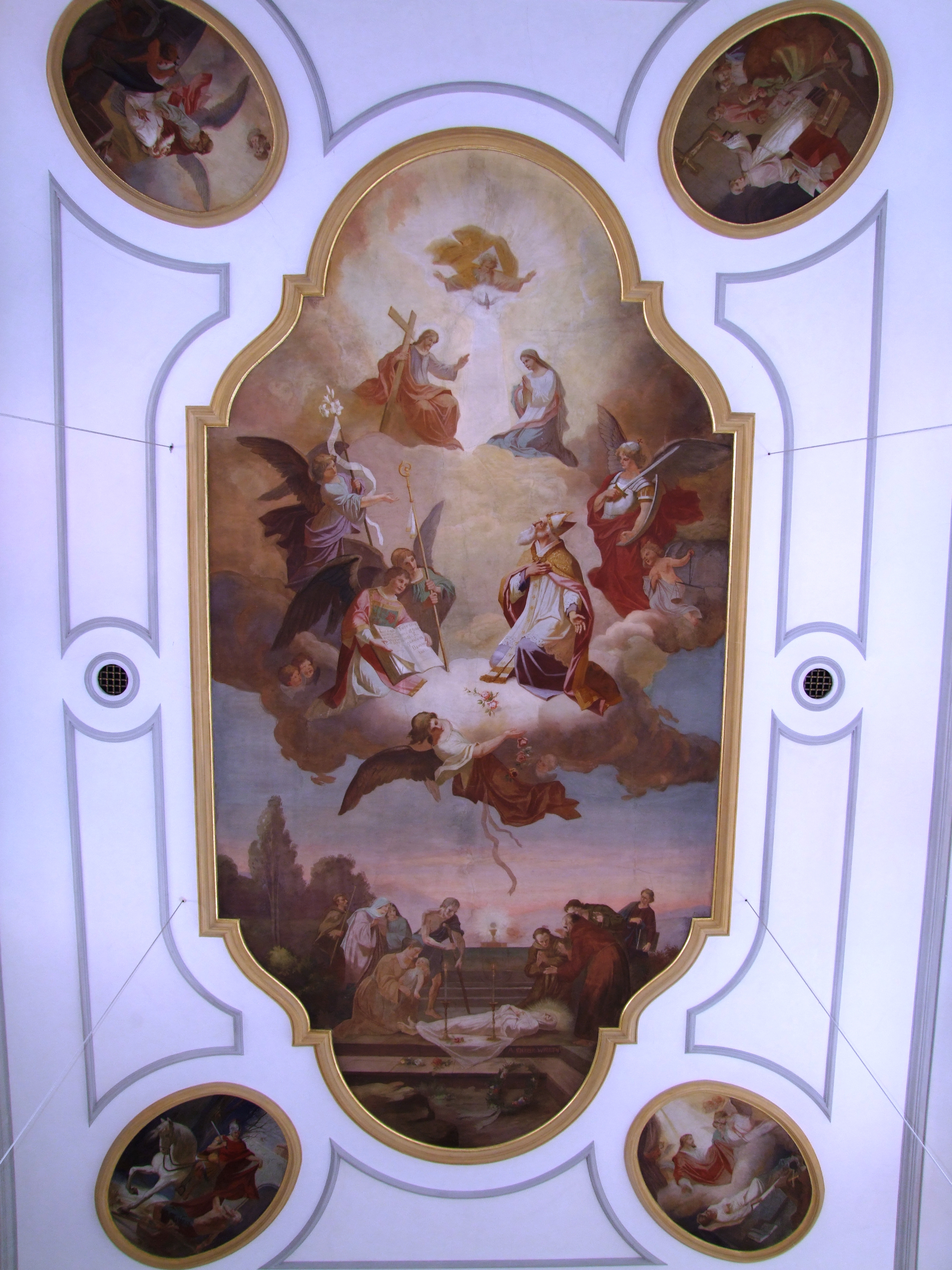
Das Deckenfresko im Hauptschiff

Die denkmalgeschützte Stadtpfarrkirche St. Martin ist eine katholische Pfarrkirche im oberschwäbischen Illertissen. Sie gehört zur Diözese Augsburg. Ihr Patronatsfest ist am 11. November, dem St.-Martins-Tag.

## Geschichte
Aufgrund der Wahl des heiligen Martin von Tours als Kirchenpatron kann davon ausgegangen werden, dass eine Vorgängerkirche um 750 bis 800 erbaut wurde. Von dieser mittelalterlichen Kirche ist nur noch der Unterbau des Turms erhalten. Um 1220 lassen sich in Illertissen Besitzungen der Benediktinerabtei Einsiedeln nachweisen, die vom 13. Jahrhundert bis 1803 gefürstete Reichsabtei war. Im Jahr 1547 stiftete Erhard Vöhlin die nördliche Seitenkapelle. 1590 wurde die Kirche durch einen vermutlich größer dimensionierten Neubau ersetzt. Der Turm wurde um das Oktogon erhöht und erreicht dadurch eine Höhe von 48,75 Meter. 1768 erfuhr die Kirche eine größere Innenrenovierung, dabei wurden die Altäre in Gold und Weiß gefasst. Die Sakristei wurde 1788 an die Südseite des Chors angebaut und 1958 abgebrochen. Bei einer weiteren Renovierung stürzte 1830 der Westgiebel ein. Die Emporen und Teile des Kirchenschiffs wurden dabei zerstört. Bei der Erneuerung wurden die niedrigere Spiegeldecke und die doppelstöckige Empore eingebaut. In der nördlichen Kapelle, der Gruftkapelle der Vöhlins, brach 1883 ein Feuer aus, wobei Teile der zum Teil spätgotischen Epitaphe beschädigt wurden. Die Kanzel, die sich in der Nähe der Kapelle befand, brannte ebenfalls ab. 1958 bis 1960 wurden zwei Choranbauten im Süden und Norden nach Plänen von Thomas Wechs angefügt.

## Baubeschreibung
Die Kirche ist eine einschiffige Saalkirche. Die Fenster sind in unregelmäßigen Abständen in die Wände eingelassen. Der Chor besitzt einen 5/8-Schluss.

## Ausstattung

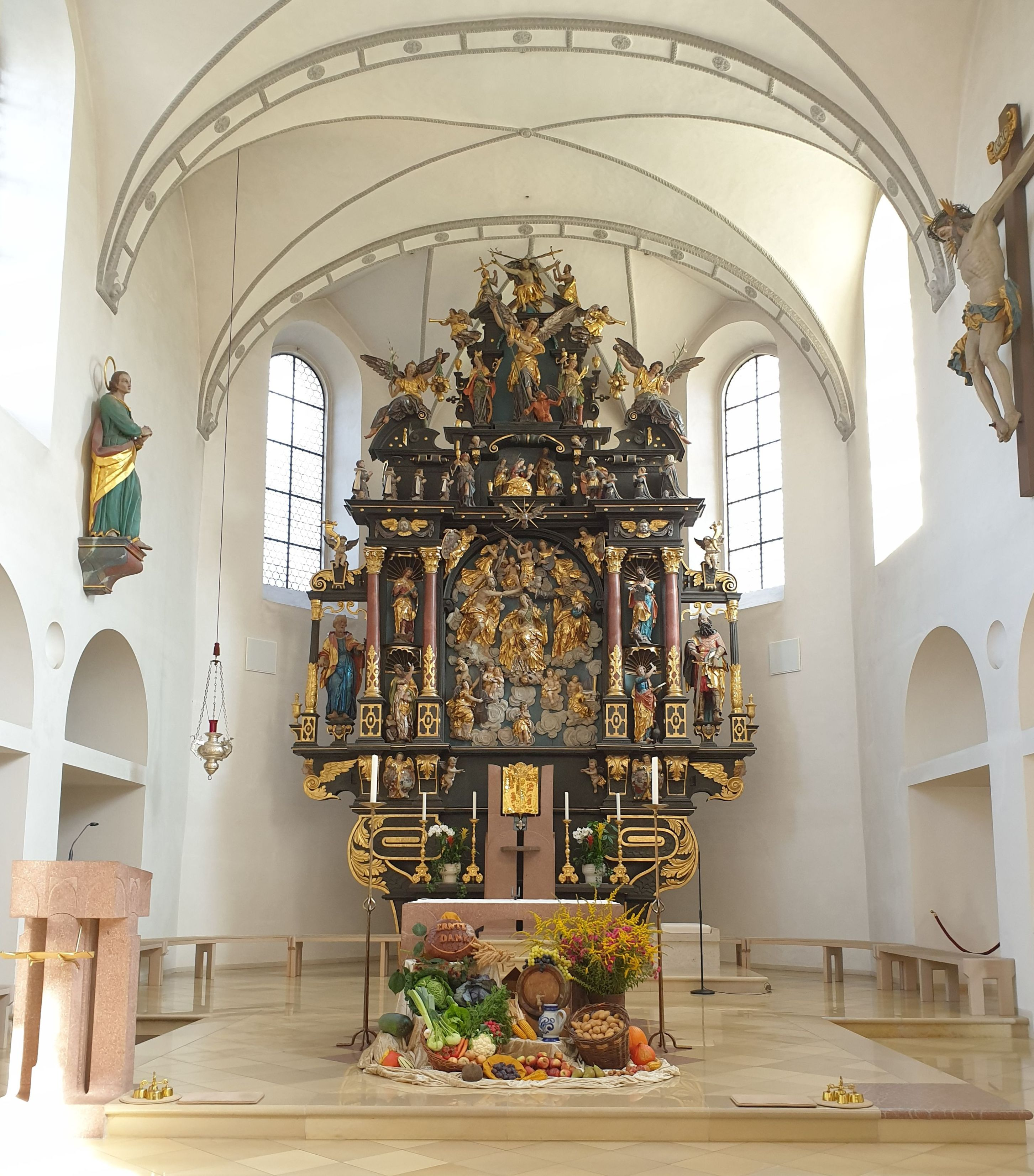
Hochaltar von 1604

Die Kirche ist vor allem wegen des Hochaltars von Christoph Rodt aus dem Jahre 1604 bekannt. Als weitere Ausstattung befinden sich Epitaphe der Familie Vöhlin aus dem 16. bis 18. Jahrhundert in der Vöhlinschen Gruftkapelle.

## Orgel

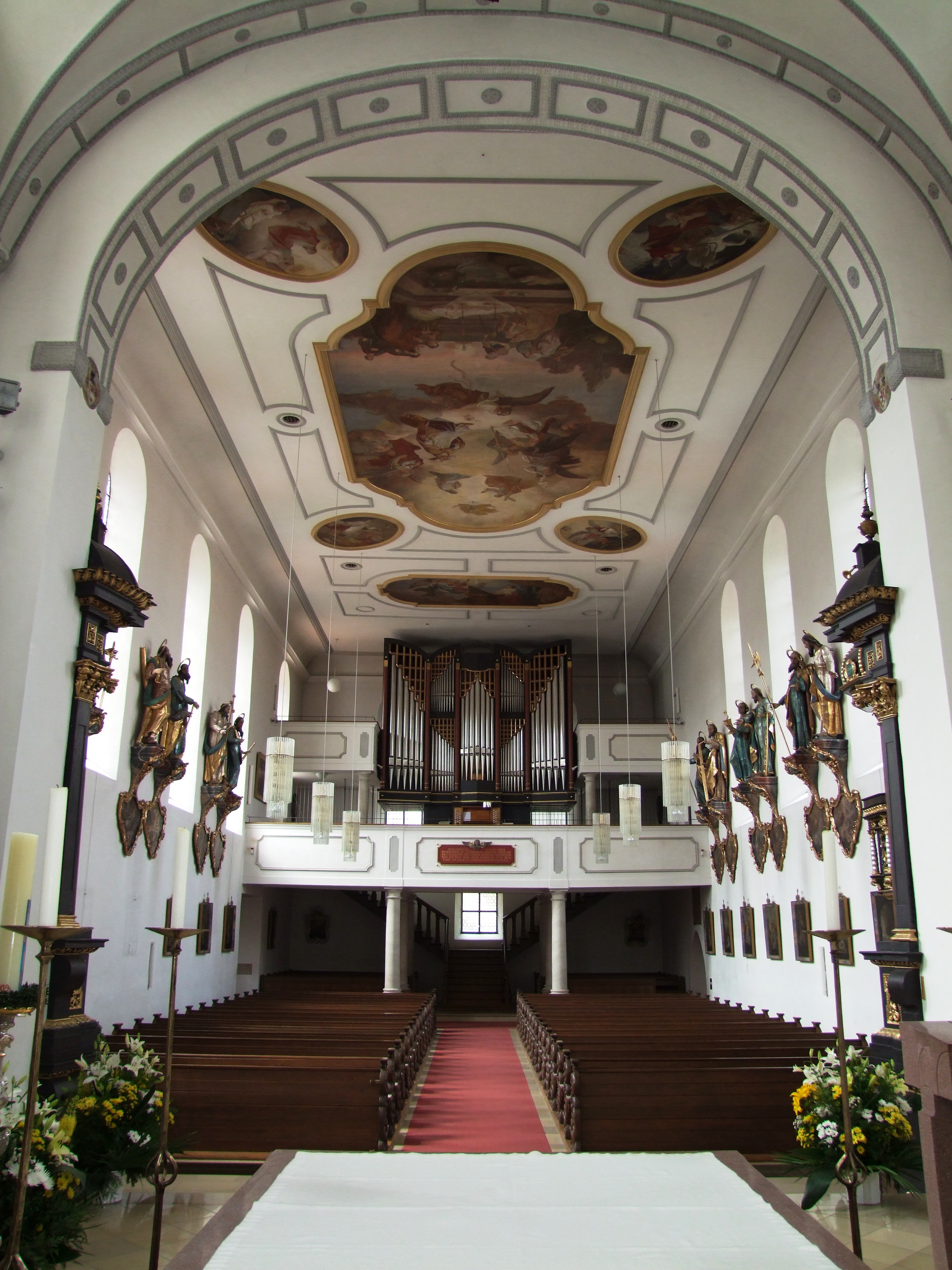
Blick auf die Orgel

1991 wurde eine neue Orgel von Georg Jann eingebaut. Sie besitzt insgesamt 1996 Pfeifen in 29 Registern, die auf zwei Manuale und das Pedal verteilt sind und auf Schleifladen stehen. Die Spieltrakturen sind mechanisch, die Registertrakturen elektrisch. Der Prospekt hat dieselbe Farbgebung wie der Hochaltar.
| I Hauptwerk C–g3 |              |       |
| 1.               | Bourdon      | 16′   |
| 2.               | Principal    | 8′    |
| 3.               | Rohrflöte    | 8′    |
| 4.               | Octave       | 4′    |
| 5.               | Blockflöte   | 4′    |
| 6.               | Quinte       | 2 ⁄3′ |
| 7.               | Superoctave  | 2′    |
| 8.               | Kornett V    | 8′    |
| 9.               | Mixtur IV-VI | 1 ⁄3′ |
| 10.              | Trompete     | 8′    |

| II Schwellwerk C–g3 |              |        |
| 11.                 | Holzflöte    | 8′     |
| 12.                 | Gambe        | 8′     |
| 13.                 | Principal    | 4′     |
| 14.                 | Traversflöte | 4′     |
| 15.                 | Salicional   | 4′     |
| 16.                 | Nasart       | 2 ⁄3′  |
| 17.                 | Waldflöte    | 2′     |
| 18.                 | Terz         | 1 3⁄5′ |
| 19.                 | Forniture IV | 2′     |
| 20.                 | Dulzian      | 16′    |
| 21.                 | Oboe         | 8′     |
|                     | Tremulant    |        |
|                     | Zimbelstern  |        |

| Pedal C–f1 |               |       |
| 22.        | Principalbass | 16′   |
| 23.        | Subbass       | 16′   |
| 24.        | Octavbass     | 8′    |
| 25.        | Gedecktbass   | 8′    |
| 26.        | Hohlflöte     | 4′    |
| 27.        | Hintersatz IV | 2 ⁄3′ |
| 28.        | Posaune       | 16′   |
| 29.        | Trompete      | 8′    |

- Koppeln: II/I, I/P, II/P

## Glocken
Die ursprünglichen Glocken wurden im Ersten und Zweiten Weltkrieg eingeschmolzen. Lediglich die 1524 von Erhard II. Vöhlin gestiftete und rund zwei Tonnen schwere Hosanna- oder Martinsglocke hat die Kriege überstanden. Sie wurde 1947 im Glockenfriedhof von Hamburg wiedergefunden. Am 2. Oktober 1949 wurde sie zusammen mit den vier neuen Glocken geweiht und im Glockenturm aufgehängt. Unter diesen ist die Christkönigsglocke mit einem Gewicht von 1180 Kilogramm die größte. Die Marienglocke wiegt 825, die Josefsglocke 490 Kilogramm. Die Armenseelenglocke ist mit einem Gewicht von 340 Kilogramm die kleinste des aus fünf Glocken bestehenden Geläuts.

## Carillon
Im Kirchturm von St. Martin, ein Stockwerk unterhalb der Läuteglocken, befindet sich seit 2006 ein von der Familie Josef Kränzle gestiftetes und von der Glockengießerei Eijsbouts in den Niederlanden hergestelltes Carillon. Das Glockenspiel besteht aus 49 Glocken, die größte Glocke erklingt im Ton c2 und wiegt etwa 270 Kilogramm, die kleinste mit dem Ton d6 nur 5 Kilogramm. Insgesamt hat das Carillon ein Gewicht von circa 1,5 Tonnen. Gespielt wird das Carillon über einen Stockspieltisch, der sich wiederum ein Stockwerk tiefer befindet. Täglich um 10, 16 und 20 Uhr erklingen Melodien, die mittels elektromagnetischer Hämmer abgespielt werden.

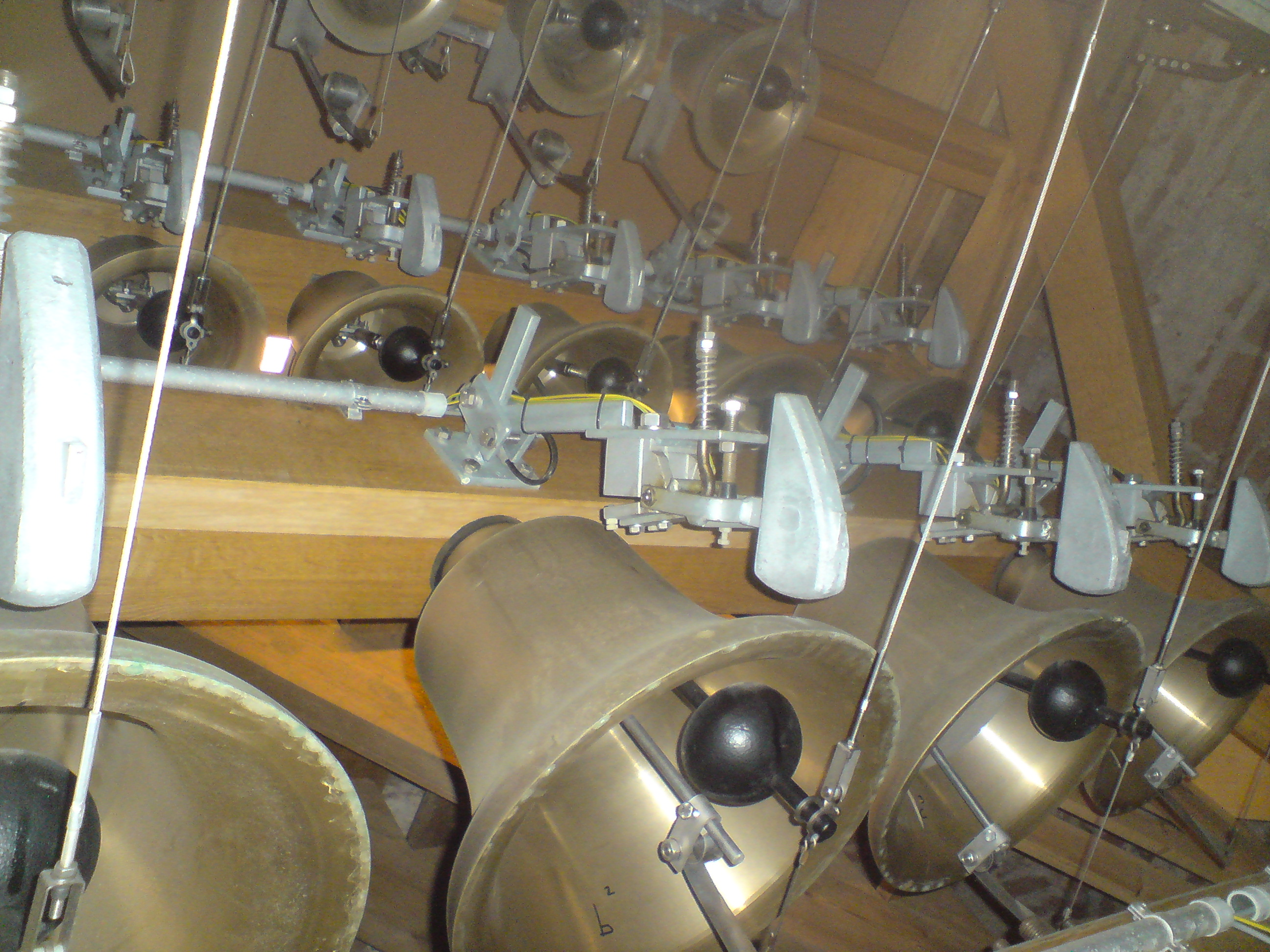
Die Glocken des Carillons
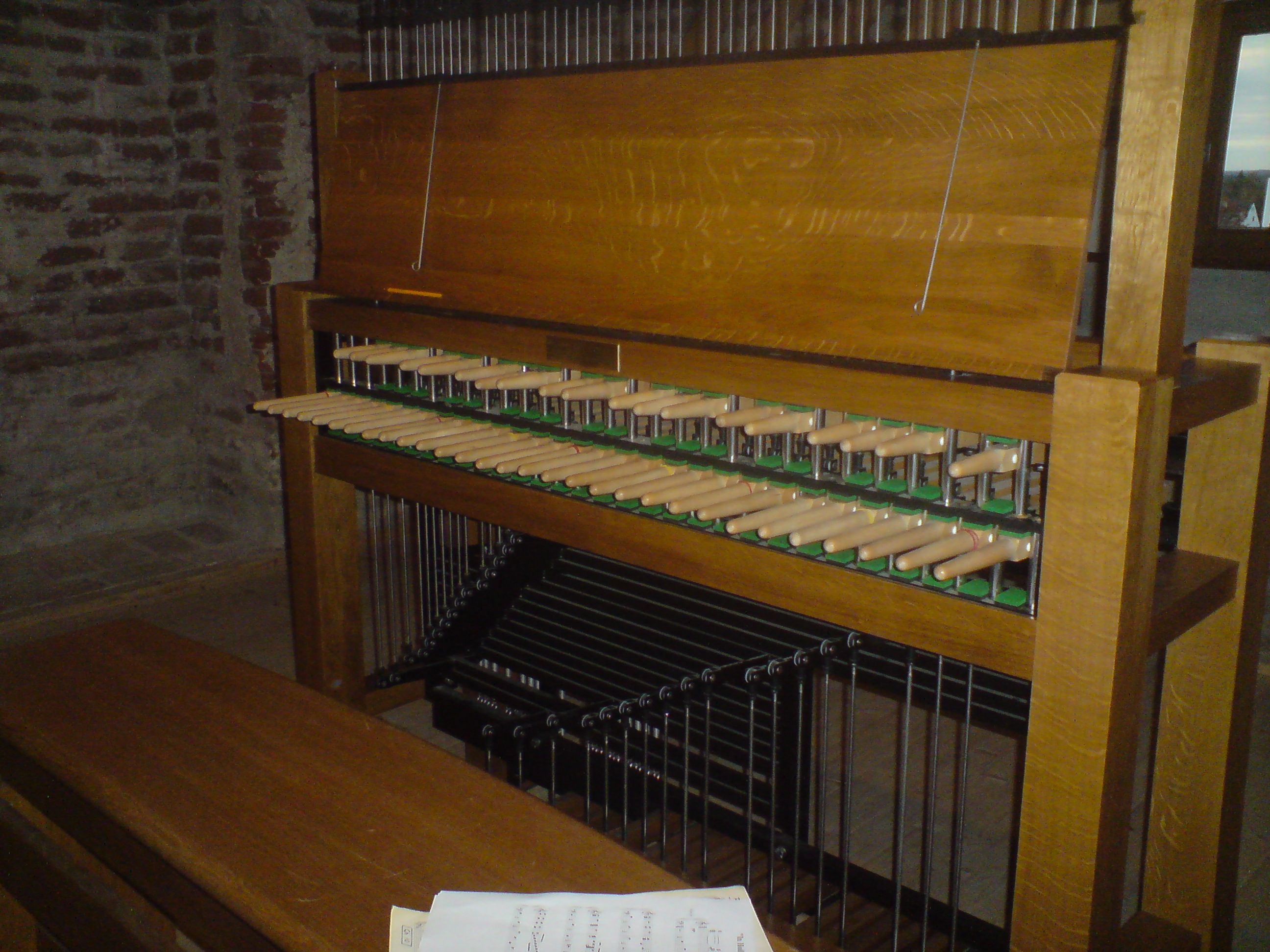
Der Stockspieltisch

## Pfarrer
Die Pfarrer von St. Martin lassen sich bis in das Jahr 1355 zurückverfolgen.

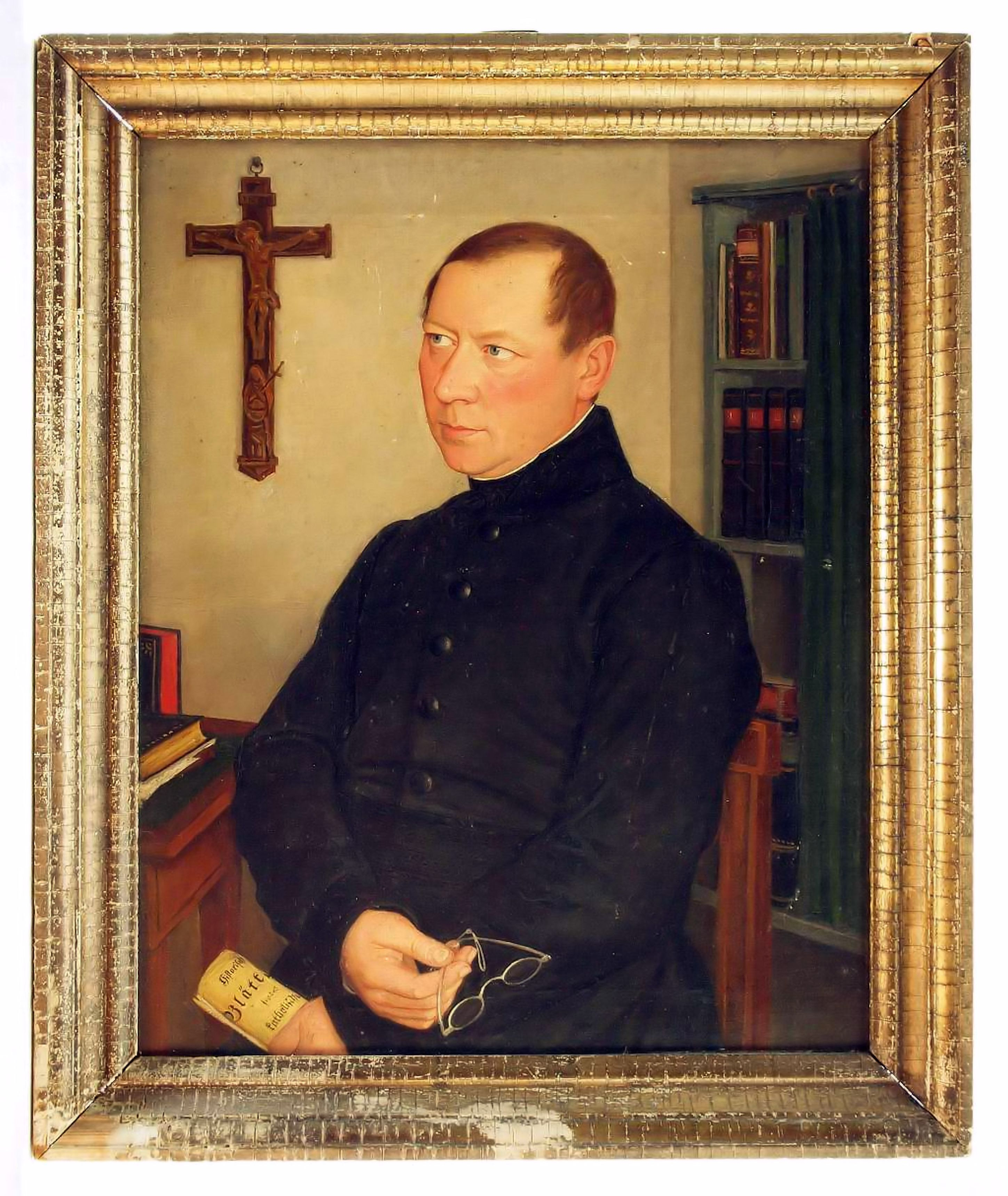
Marquard Curtius

| Jahr | Pfarrer                             |
| ---- | ----------------------------------- |
| 1355 | Conrad von Gerenberg                |
| 1396 | Eberhard Blaumüller                 |
| 1444 | Hans Pfister                        |
| 1477 | Paulus Richter                      |
| 1510 | Michael Reuter                      |
| 1510 | Ulrich Müller                       |
| 1511 | Castolus von Heimenhofen            |
| 1532 | David Glocker                       |
| 1535 | Simprecht Min                       |
| 1541 | Martin Wolf                         |
| 1544 | Johannes Herrlin                    |
| 1558 | Anton Pfefferlin                    |
| 1560 | Wilhelm Lohr                        |
| 1570 | Bartholomäus Holl aus Pfullendorf   |
| 1590 | Vitus Breg                          |
| 1591 | Andreas Weiß                        |
| 1595 | Ambrosius Mantz                     |
| 1597 | Vitus Winkler                       |
| 1599 | Johannes Eymer                      |
| 1600 | Johann Jakob Schell                 |
| 1606 | Martin Vischer                      |
| 1608 | P. Matthäus Agricola von Roggenburg |
| 1610 | Jakob Steirer                       |
| 1612 | Michael Gast aus Riedlingen         |
| 1613 | Sebastian Appius aus Nasgenstadt    |
| 1637 | Melchior Haertlin aus Kettershausen |
| 1664 | Michael Dreyer aus Babenhausen      |
| 1670 | Georg Agricola aus Dietenheim       |

| Jahr | Pfarrer                                                |
| ---- | ------------------------------------------------------ |
| 1688 | Mathias Lumperger aus Kühbach                          |
| 1727 | Johann Georg Math aus Rottach im Allgäu                |
| 1745 | Thomas Huber                                           |
| 1770 | Johann Simon Bauer aus Gebenbach                       |
| 1774 | P. Dr. Franz Borgias Fischer SJ aus Mindelheim         |
| 1782 | Johann Evangelist Gebel aus Neuburg a. D.              |
| 1795 | Joseph Anton von Feneberg                              |
| 1800 | Joseph Hausmann aus Illertissen                        |
| 1801 | Joseph Anton Wieland aus Mindelheim                    |
| 1825 | Franz de Paula Wieland aus Mindelheim                  |
| 1827 | Franz Xaver Sailer aus Mindelheim                      |
| 1846 | Marquard Curtius aus Höchstädt a. D.                   |
| 1874 | Georg Donderer aus Balzhausen                          |
| 1874 | Johann Baptist Kraus aus Dillingen                     |
| 1879 | Franz Xaver Fensterer aus Dürrwangen                   |
| 1883 | Adolf Waibel                                           |
| 1897 | Alois Huber                                            |
| 1923 | Roman Spöttel aus Rieden bei Füssen                    |
| 1939 | Alois Ohreiter aus Eutenhausen                         |
| 1953 | Franz Kornherr aus Nisbitz                             |
| 1954 | Josef Strobl aus Lamerdingen                           |
| 1977 | Hans Schmidt aus Pfaffenhofen / Ilm                    |
| 1998 | Rupert Ebbers aus Bielefeld                            |
| 2000 | Dr. Ulrich Manz aus Immenstadt im Allgäu               |
| 2007 | Markus Dörre aus Kaufering                             |
| 2010 | Johann Huber aus Bellenberg, Dekan, Pfarradministrator |
| 2011 | Dr. Andreas Specker aus Blaichach                      |